# Lobi Stars Football Club
Pour les articles homonymes, voir Lobi.
Maillots
Actualités
Le Lobi Stars Football Club est un club nigérian de football basé à Makurdi. 

## Palmarès
- Coupe de l'UFOA
  - Finaliste : 1991

- Championnat du Nigeria de football
  - Champion : Championnat du Nigeria de 1999 ,2000, 2003 et 2018

- Coupe du Nigeria de football
  - Vainqueur : 2003
  - Finaliste : 2005 et 2012

- Supercoupe du Nigeria
  - Vainqueur : 1999 et 2018
  - Finaliste : 2003

## Anciens joueurs
- Taye Taiwo
- Michael Eneramo
- Bartholomew Ogbeche